# Ratliff City
Ratliff City város az Amerikai Egyesült Államok Oklahoma államában, Carter megyében. Lakosainak száma 64 fő (2020. április 1.).

## Népesség
A település népességének változása:

| 2010 | 120 |
| 2020 | 64  |